# Ушацький Сергій Андрійович
Сергій Андрійович Ушацький (29 березня 1936, Чернігів) — український науковець-економіст, доктор економічних наук. Професор. Академік Академії будівництва України.

## Життєпис
У 1955 році закінчив середню школу № 1 у м. Чернігів. Вступив на факультет промислового і цивільного будівництва Київського інженерно-будівельного інституту, який закінчив у 1960 році.
З 1960 по 1963 працював виконробом, начальником відділу капітального будівництва у м. Петропавловськ (Казахстан).
У 1963—1966 навчався у аспірантурі КІБІ, захистив кандидатську дисертацію та був залишений на кафедрі. У 1983 захистив докторську дисертацію.
З 1985 — завідувач кафедри організації і економіки будівництва КІБІ.

## Родинні зв'язки
- батько — Андрій Іванович (1887—1952)
- мати — Галина Павлівна (1909—1988)
- дружина Агнеса Андріївна (1934)
- син — Андрій Сергійович (1962) — бізнесмен